# لئون بریلوین
لئون بریلوین (انگلیسی: Léon Brillouin؛ زاده ۷ اوت ۱۸۸۹ درگذشته ۴ اکتبر ۱۹۶۹) یک فیزیک‌دان اهل فرانسه بود.